# 马宗汉
马宗汉（1884年3月30日—1907年8月24日），原名马纯昌，字子畦，别号宗汉子。浙江余姚（在今慈溪市部分）人，清末革命黨先驱。

## 生平
早年读于达善学堂。光绪二十八年（1902年），入读浙江高等学堂，因参与学生运动被退学。光绪三十年（1904年），参加科举考试，中秀才。之后在三山蒙学堂教书。 
光绪三十一年（1905年）9月，就读于绍兴大通學堂，并加入光复会。1906年1月，与徐锡麟、陈伯平留学日本。就读于东京早稻田大学预科。光绪三十二年（1906年）4月，回国。  
1907年7月6日參加徐錫麟領導的安慶起義，失敗被捕。8月24日就义于安庆，年24岁。有群众偷殓遗体，回葬故乡。辛亥革命成功后，迁葬杭州，与徐锡麟、陈伯平一同葬于杭州西湖边孤山南麓，为“三烈士墓”。

## 纪念
原马宗汉故居今辟为马宗汉纪念馆。